# Clambake (musikalbum)
Clambake är det sextonde soundtrackalbumet av den amerikanske sångaren och musikern Elvis Presley, släppt av RCA Victor den 23 oktober 1967 i både mono (LPM 3893) och stereo (LSP 3893). Albumet utgör soundtracket till filmen med samma namn från 1967, där Elvis Presley spelade huvudrollen. Inspelningarna för soundtracket ägde rum den 21–23 februari 1967 i RCA:s studio B i Nashville, Tennessee. Albumet inkluderar även fem bonuslåtar från studioinspelningar gjorda i september 1967. Albumet blandar starka studioinspelningar från september 1967 med soundtrackmaterialet från februari samma år, vilket har lett till att det beskrivits som innehållande såväl några av Elvis Presleys främsta som några av hans mest kritiserade inspelningar.
Albumet nådde 40:e plats på Billboard 200-listan i USA, och 39:e plats på den konkurrerande Cashbox-listan. I Storbritannien placerade det sig som bäst också på 39:e plats på UK Albums Chart. Totalt såldes färre än 200 000 exemplar av albumet i USA.

## Bakgrund
I början av februari 1967, under en hästköpsexpedition, upptäckte Elvis Presley en ranch i norra Mississippi, som han snabbt köpte för 437 000 dollar och namngav Circle G (G för Graceland). Ranchen blev snart en samlingsplats för honom, hans entourage och hans växande hästbestånd, och Elvis påbörjade omedelbart omfattande förbättringar.
Han köpte jordbruksutrustning, pickupbilar och mobila hem, och övervägde att bosätta sig där med familj och vänner, samtidigt som han för stunden ignorerade sina Hollywoodåtaganden.
Elvis var fullt upptagen med livet på ranchen och visade inget intresse för sin kommande film och dess soundtrack, Clambake, ett namn som ursprungligen föreslogs för Spinout, men som avslogs eftersom den filmen inte hade tillräckligt många strandscener för att motivera det. Inspelningen av soundtracket flyttades från Hollywood till det mer närliggande Nashville för att underlätta för Elvis, men sessionen fick skjutas upp en vecka eftersom Elvis klagade över smärtor efter för mycket ridning. När Elvis till slut anlände till RCA:s studio i Nashville den 21 februari 1967, var producenten Felton Jarvis på plats tillsammans med de vanliga musikerna från Nashville. Efter den första inspelningskvällen återvände han dock till sin ranch och uteblev från nästa kvälls session. Hans vän Red West fick täcka upp genom att meddela att Elvis var förkyld och tillfälligt sjunga in provisoriska sångspår. Dessa ersatte Elvis dagen därpå med sina egna insjungningar.

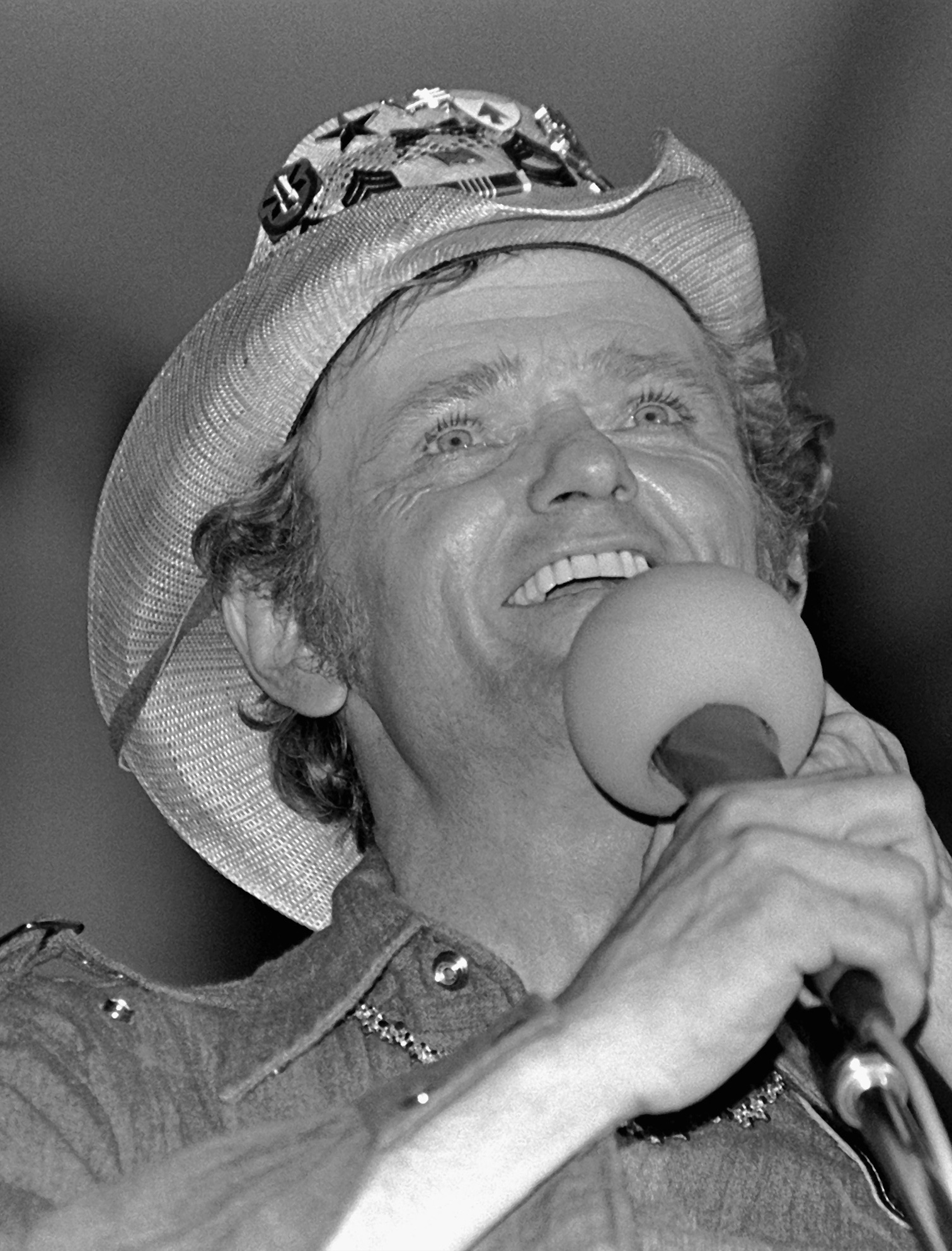
Jerry Reed som skrev "Guitar Man" och också spelade gitarr vid Elvis inspelning av låten.

Mot slutet av sommaren hade Elvis i praktiken avvecklat verksamheten på Circle G-ranchen. Kostnaderna hade var höga och okontrollerade och efter sex månader förefaller han ha tröttnat på cowboylivet.
När Elvis Presley hade en paus från sina åtaganden, omedelbart efter avslutad inspelning av filmen Speedway, planerade hans manager, Tom Parker, in en studioinspelningssession utan filmmusik i RCA:s Studio A i Hollywood den 22–23 augusti 1967. Målet var att spela in två singlar, fyra till fem bonusspår till Clambake-albumet samt eventuellt en påsksingel. Elvis såg sin chans att spela in musik som han gillade. Producenten Felton Jarvis och ljudteknikern Jim Malloy skulle flygas in från Nashville, medan den tidigare studiogitarristen Billy Strange fick uppdraget att sätta ihop ett band och skriva arrangemang för de låtar som Elvis valde. Genom att inte använda sig av de vanliga Nashville-musikerna hoppades man, med Billy Stranges hjälp, kunna modernisera Elvis sound. Dessa inspelningar blev dock aldrig av. Samma dag som de skulle börja inträffade en tragedi. En av Elvis medarbetare, som körde en av Elvis bilar, hade kört på och dödat en person som oväntat klev ut på vägen. För att undvika negativ publicitet eller juridiska problem skickade Parker genast Elvis ut ur delstaten till Las Vegas, vilket ledde till att inspelningssessionen fick avbokas.
Sessionen ombokades i stället till Nashville den 10 september, vilket innebar att Billy Strange inte längre var involverad. Fokus låg nu på att spela in Jerry Reed-låten "Guitar Man", en låt som Elvis var mycket entusiastisk över. Det stod dock snabbt klart att det inte gick att återskapa Jerry Reeds unika sound utan honom, och han kallades därför in för att spela gitarr på sin egen låt.

## Komposition, stil och texter

### Soundtrackinspelningarna den 21–23 februari 1967

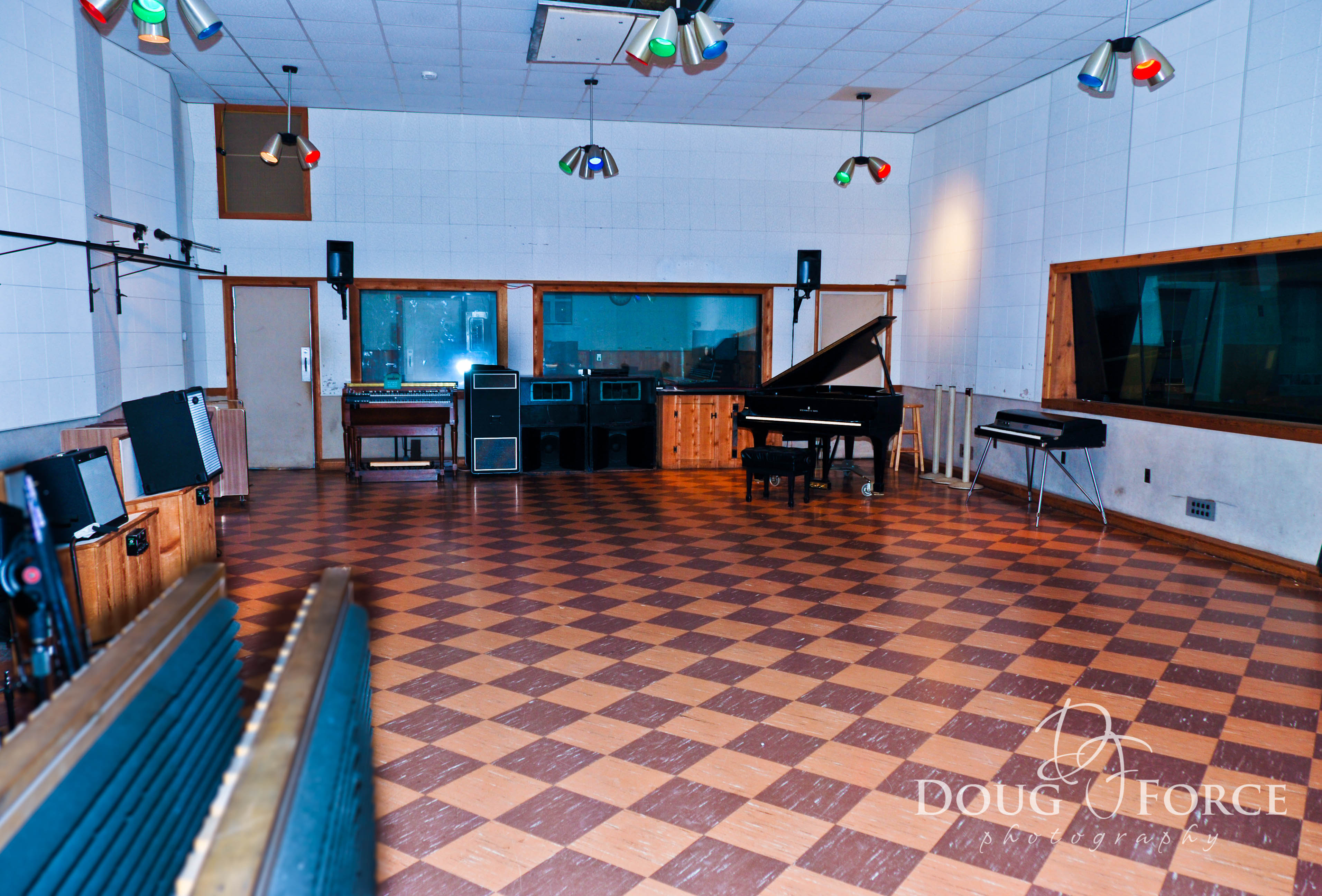
RCA:s studio B I Nashville, där samtliga låtar på albumet Clambake spelades in.

Inspelningarna till soundtracket ägde rum den 21–23 februari 1967 i RCA:s studio B i Nashville i Tennessee. Studiomusikerna utgjordes av Scotty Moore, Chip Young och Charlie McCoy på gitarr (den sistnämnde även på munspel), Bob Moore på bas, D. J. Fontana och Murrey "Buddy" Harman på trummor, Floyd Cramer och Hoyt Hawkins från the Jordanaires på piano samt Norman Ray på saxofon. Peter Drake spelade hawaiigitarr. Bakgrundssången utfördes av Millie Kirkham och av gruppen The Jordanaires, som bestod av Gordon Stoker, Neal Matthews, Hoyt Hawkins och Ray Walker.

"The Girl I Never Loved" är en ballad skriven av Randy Starr. Trots sin korta speltid på mindre än två minuter och en mixning som inte fullt ut gör låten rättvisa, utmärker den sig som ett av soundtrackets starkare inslag, tack vare sitt melodiska flöde. Elvis Presley gör en känslomässigt laddad sånginsats, särskilt i de utdragna tonerna och de dramatiska crescendona i slutet av varje vers.

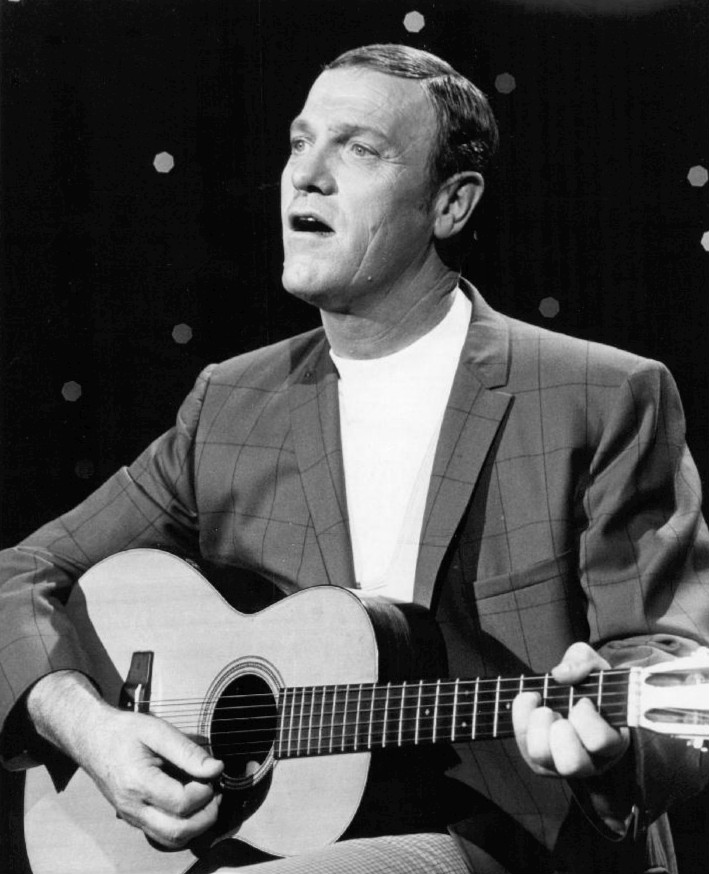
Countryartisten Eddie Arnold (1969), som skrev "You Don't Know Me" tillsammans med Cindy Walker och som också populariserade "Just Call Me Lonesome".

"How Can You Lose What You Never Had", komponerad av Sid Wayne och Ben Weisman, spelades in för filmen, men togs bort från den slutliga versionen av den. Det är en bluesig, soul- och countryinfluerad låt inspelad i medeltempo. Elvis framför låten med en något ansträngd röst, men försöker ändå övervinna den ibland osmidiga texten genom sin sång. Användningen av orgel, spelad av Hoyt Hawkins eller Floyd Cramer, bidrar till låtens distinkta sound.

"You Don’t Know Me", skriven av Cindy Walker och Eddy Arnold och ursprungligen utgiven av Arnold 1956, är en countryballad som Elvis Presley spelade in i två versioner under 1967. Den första inspelningen gjordes under det första soundtrackinspelningspasset den 21–22 februari för filmen Clambake. Denna version, som användes i filmen, arrangerades med stråkar och inspirerades av Ray Charles tolkning från 1962. Trots att Elvis gjorde 20 tagningar av låten var han inte nöjd med resultatet och kom därför att spela in den på nytt i september.

"A House That Has Everything", skriven av Roy C. Bennett och Sid Tepper, är en kärleksballad med ett enkelt och direkt uttryck. Genom att kontrastera materiellt överflöd med emotionell tomhet förmedlar låttexten budskapet att kärlek och mänsklig kontakt är viktigare än rikedom för att uppleva verklig lycka.
Efter att inspelningarna under den första kvällen och natten var avslutade åkte Elvis hem och stannade hemma nästa kväll. Under tiden spelade bandet in musiken till de återstående låtarna, vilka Elvis senare lade på sången till under den tredje och sista inspelningskvällen. De låtar som spelades in var "Who Needs Money?", "Confidence", "Hey, Hey, Hey" och filmens titellåt, "Clambake".

"Hey, Hey, Hey", en rock'n'roll-låt skriven av Joy Byers, var den första låt som Elvis spelade in nästa dag till det redan inspelade instrumentala spåret. Texten skildrar arbetet med att rengöra båtar, med referenser till det fysiska slit som krävs. Låten fungerade dock bättre i sitt filmiska sammanhang än som enskilt ljudspår på ett album.

"Clambake", filmens titellåt skriven av Ben Weisman och Sid Wayne, är en rock'n'roll-låt som delvis bygger på den amerikanska folksången "Shortnin’ Bread". Även om den inte var någon kommersiell höjdpunkt, är den en lättsam och förhållandevis medryckande låt, där Elvis framstår som mer engagerad jämfört med annat material från filmen.

"Who Needs Money?", skriven av Randy Starr, framfördes i filmen som en duett mellan Elvis Presley och hans motspelare Will Hutchins. Hutchins sjöng dock inte själv utan läppsynkade till Jordanaires-medlemmen Ray Walkers sång. Det som i filmen framstod som ett komiskt musikalnummer, fungerade dock mindre väl som fristående ljudspår på skiva. Grundmusiken spelades in den 22–23 februari 1967. Den 23 februari lade först Ray Walker och därefter Elvis Presley på sina respektive sångspår. För skivversionen spelade Elvis in ett nytt, drygt tio sekunder långt avslut den 6 mars 1967 i Annex Studios (Radio Recorders) i Hollywood, Kalifornien.

"Confidence" var det andra bidraget till soundtracket från låtskrivarduon Roy C. Bennett och Sid Tepper. Låten är tydligt inspirerad av Frank Sinatras hitlåt "High Hopes" från sju år tidigare, både vad gäller melodi och takt. Elvis röst framstår som anmärkningsvärt hes i denna inspelning, och bakgrundskören, med vuxna som försöker efterlikna barnröster, bidrar till ett något udda helhetsintryck.

### Studioinspelningarna den 10–12 september 1967
De sju låtar som ingick i filmen utökades på albumet med en åttonde, "How Can You Lose What You Never Had?", som hade spelats in till filmen, men inte inkluderats i densamma. För att ytterligare fylla ut det korta albumet, inkluderades fem extra låtar, där en var en nyinspelning och ersättning för en av de låtar som ingick i filmen. Dessa spelades in den 10–12 september 1967 i RCA:s studio B i Nashville under en session där nio låtar färdigställdes.
Under denna inspelningssession medverkade Scotty Moore, Chip Young och Harold Bradley på gitarr, D. J. Fontana och Murrey "Buddy" Harman på trummor, Bob Moore på bas och Floyd Cramer på piano. Peter Drake spelade hawaiigitarr och Homer "Boots" Randolph saxofon. Charlie McCoy deltog på orgel, gitarr och munspel medan Hoyt Hawkins spelade orgel på bland annat "Singing Tree" och "Just Call Me Lonesome". Till sessionen hade också Jerry Reed kallats för att spela gitarr på sin egen låt, "Guitar Man". Bakgrundssången stod The Jordanaires och Millie Kirkham för.
"Guitar Man" är en låt skriven av countryrocksångaren och gitarristen Jerry Reed, som även medverkade som gästgitarrist på Elvis Presleys inspelning. Låten hade tidigare samma år varit en mindre hit för Reed, och Elvis hade hört den på radio och fängslats av dess unika sound. Vid inspelningen försökte Elvis och studiomusikerna återskapa Reeds distinkta gitarrspel, men trots deras ansträngningar nådde de inte det resultat som Elvis eftersträvade. Reed kontaktades därför, och han avbröt en fisketur för att ta sig till studion och själv bidra med sitt distinkta gitarrspel. Gitarristerna i studion spelade med plektrum, medan Reed bara använde fingrarna och hade stämt gitarren på sitt eget sätt. Reed beskrev det sålunda: "[Jag] kopplade in min nylonsträngade elgitarr, stämde upp B-strängen en hel ton och stämde ner den låga E-strängen en hel ton, så att jag kunde lägga ett barréackord rakt över. Så fort vi spelade introt såg man hur Elvis ögon lyste upp – han visste att vi hade hittat rätt."
Reeds medverkan tillförde låten kvalitet, och Elvis levererade en tolkning präglad av energi, känsla och autenticitet. Med tydlig artikulation och rytmisk precision visade Elvis att han fortfarande behärskade snabba och tekniskt krävande nummer. Låtens berättelse om en gitarrist som försöker slå igenom som professionell musiker speglade Elvis egna erfarenheter och bidrog till framförandets emotionella djup. Inspelningen har hyllats som en konstnärlig framgång och beskrivs av kritiker som en av de låtar som tydligast representerar Elvis Presleys identitet som artist. Trots att Elvis arrangemang låg nära Reeds, kännetecknas hans version av ett klarare ljud. Resultatet blev en av Elvis mest tidlösa inspelningar, även om hans minskade kommersiella inflytande vid tiden begränsade låtens genomslag. Han gav dock låten nytt liv genom att inkludera den som ett av ledmotiven i sin tv-special året därpå.

"Big Boss Man" var nästa låt att spelas in, och Jerry Reed stannade kvar och spelade gitarr även på denna. Låten, skriven av Luther Dixon och Al Smith, hade ursprungligen givits ut av en annan Reed, nämligen bluesartisten Jimmy Reed, 1961. Låten inleds med Jerry Reeds mullrande, intrikata gitarrspel och genom hela låten driver han på med sitt karakteristiska fingerspel. Det är ett hårt, drivande bluesnummer som påminner om "Down in the Alley" från ett år tidigare. Låten har en rytm som liknar shuffle eller twist och förstärks ytterligare av Charlie McCoys intensiva och livfulla spel på munspel och Boots Randolphs självsäkra saxofonspel, som tillför en bluesig känsla till inspelningen. Elvis framför låten avslappnat och med en rå, tuff röst som är anpassad för bluesen; en råhet som senare skulle bli karakteristisk för hans röst under 1968 års TV-special. Vid midnatt hade de fått ytterligare en låt inspelad.
Resultatet var olikt något Elvis tidigare hade gjort. Inspelningen hade ett skarpt och livfullt akustiskt, gitarrdrivet sound, samtidigt som den också innehöll en R&B-funkighet som var främmande för country. Låten blev den första singeln från inspelningarna och Billboard beskrev den som en "vild rocklåt". Den nådde dock inte högre än plats 38 på Billboard-listan, vilket anses ha berott på Elvis låga status i karriären vid denna tidpunkt. Låten "Big Boss Man" kom även med i Elvis 68 Comeback Special som en del i ett medley, samt på det tillhörande albumet.

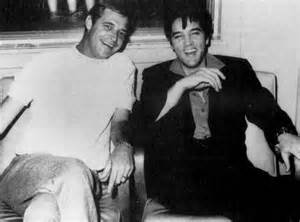
Producenten Felton Jarvis (till vänster) och Elvis Presley i RCA:s studio B under den session då bland annat "Guitar Man", "Big Boss Man", "Just Call Me Lonesome", "You Don’t Know Me" och "Singing Tree" spelades in.

Att Elvis denna gång valt låtar utanför musikförlaget Hill & Ranges katalog innebar att förlagsrättigheterna för flera av låtarna inte hade kunnat säkras. Man försökte därför förmå Reed att avstå en del av royaltyersättningen för "Guitar Man". Reed vägrade dock, fullt medveten om att låten redan var inspelad och att Elvis uppskattade den. Han lämnade därefter studion.
"Just Call Me Lonesome" av Rex Griffin var en klassiker inom countrygenren, som
först hade gjorts populär av Eddy Arnold 1955. Under de senaste fem åren hade countrymusiken nästan försvunnit från Elvis repertoar. När han återfick kontrollen skulle genren återigen bli en central del av hans musik. Elvis version av låten är i den klassiska, mer instrumentellt drivna och "hårdare" country-stilen, vilket samtidigt kan ses som en något föråldrad stil där han inte formar den till sin egen på samma sätt som han skulle göra 1970 när han spelade in ett helt album med countrylåtar.
"You Don’t Know Me": Elvis hade spelat in låten till filmen Clambake, men hade inte varit nöjd med det han åstadkommit. Eftersom han ansåg att låten hade potential, beslutade han sig för att göra ett nytt försök med den under studioinspelningen i september 1967. Den första tagningen av denna inspelning blev mastern. Den nya versionen framfördes i ett långsammare tempo och med ett enklare arrangemang. Elvis röst är känslosam och bär på en melankolisk ton som berör. Detta blev den version som inkluderades både på Clambake-albumet och på singeln.
"Singing Tree": Inspelningssessionen avslutades med Owens och Solbergs "Singing Tree", en låt Elvis hade försökt spela in föregående dag utan att vara nöjd med resultatet. Det är en långsam countryballad, som har det ovanliga greppet att sjungas till ett träd. Under delar av låten sjunger Elvis duett med sig själv och hans röst framträder särskilt starkt i dessa passager.
Under denna session hade Elvis spelat in nio låtar av god kvalitet; utöver de fem som togs med på Clambake-albumet också "Mine", "Hi-Heel Sneakers", "We Call on Him" och "You'll Never Walk Alone". Bara några ytterligare låtar hade räckt för att skapa ett kraftfullt studioalbum. Men liksom vid inspelningarna i maj 1963, kom låtarna att spridas ut, och vissa hamnade som bonuslåtar på soundtrackalbum. Detta sätt att hantera materialet bidrog till att Elvis arbete under denna period förblir hans mest förbisedda.

## Utgivning och marknadsföring

### Albumets placeringar
Albumet Clambake debuterade på plats 188 på albumlistan "Billboard Top LP's" i USA den 2 december 1967. Efter elva veckor på listan, den 10 februari 1968, nådde det plats 40. Det blev albumets högsta position, under de 14 veckor det låg på listan.
På Cashbox noterades albumet första gången också den 2 december 1967 på plats 74 på tidningens bästsäljarlista, som vid tiden listade 100 album. Efter sex veckor på listan nådde det plats 40, vilket blev dess högsta position under de 14 veckor det låg på listan. I Storbritannien nådde albumet plats 39 på UK Albums Chart, och stannade på listan i endast en vecka.

### Singlarnas placeringar
I september 1967 släpptes singeln "Big Boss Man" med "You Don't Know Me" som B-sida. I november samma år nådde singeln sin högsta position på Billboard Hot 100-listan, med "Big Boss Man" på plats 38 och "You Don't Know Me" på plats 44. Singeln sålde bättre än de tidigare singlarna. Ändå kunde sannolikt låten ha nått större framgång om inte Elvis stjärnstatus hade dalat vid denna tidpunkt.
I januari 1968 släpptes "Guitar Man" med "High Heel Sneakers" som B-sida. I mars samma år nådde singeln plats 43 på Billboard Hot 100-listan, med "Guitar Man" som huvudlåt. (en nyutgåva av låten nådde plats 28 år 1981). Som så ofta vid denna tid gick det betydligt bättre utanför USA. I Storbritannien nådde "Guitar Man" plats 19 på UK Singles Chart och i Kanada nådde den topp 10. Sannolikt begränsades också "Guitar Mans" framgång av att Elvis vid denna tid inte rönte samma uppmärksamhet som tidigare.

### Senare utgåvor av albumet
I september 1989 gavs albumet ut på cd som del av Double Features-serien, tillsammans med Speedway och på nytt i maj 1994 tillsammans med låtarna från Kissin Cousins och Stay Away, Joe. I juli 2006 gavs albumet ut på Follow That Dream-etiketten i en utökad cd-utgåva med originalalbumets låtar, de två alternativa filmversionerna av "You Don't Know Me" och "Clambake" samt flera alternativa tagningar.

## Mottagande

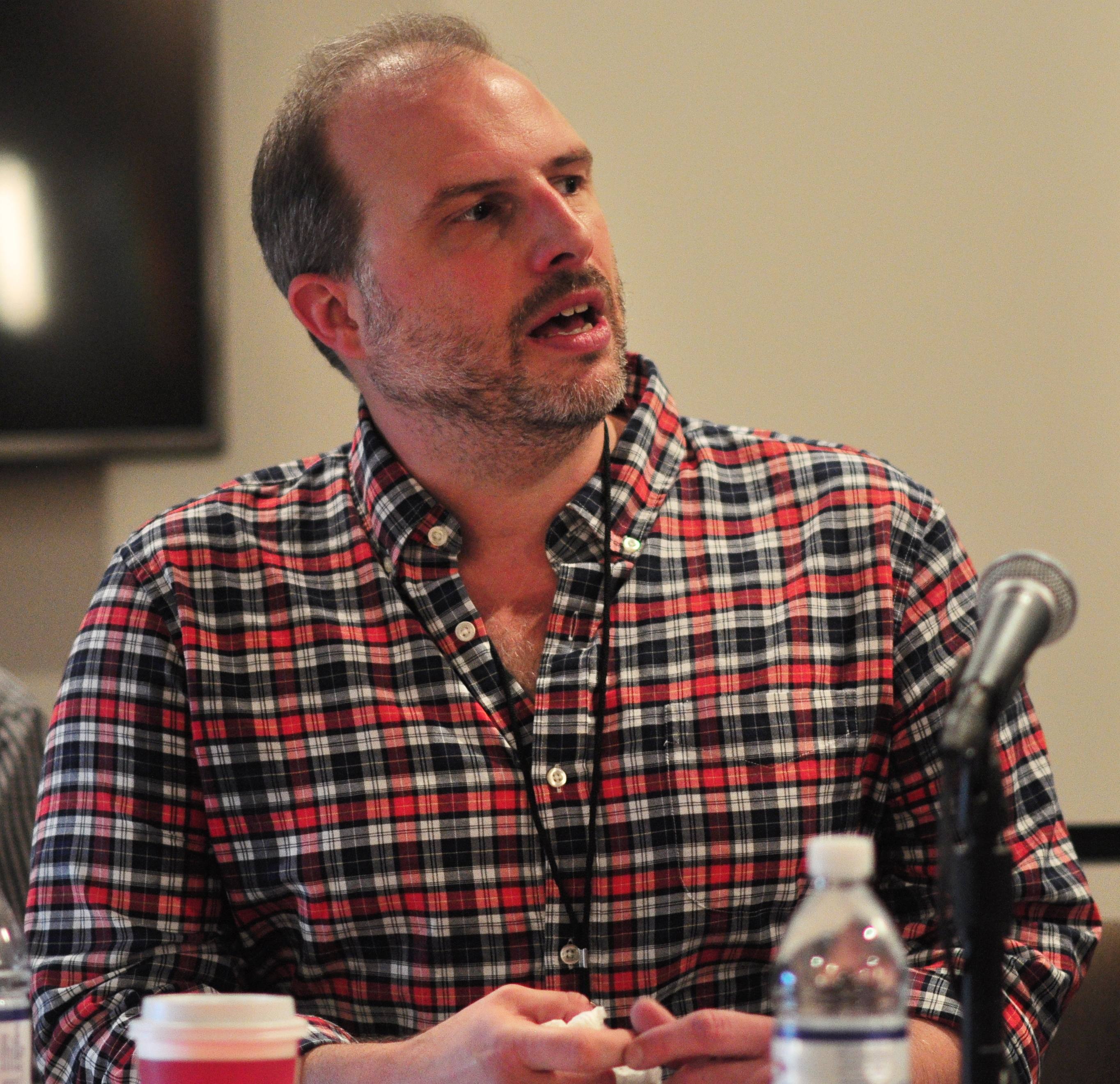
Den amerikanske musikkritikern Stephen Thomas Erlewine, som betraktar albumet Clambake som en blandning av högt och lågt.

Den amerikanske musikkritikern och musikjournalisten Stephen Thomas Erlewine, skrivande för Allmusic, beskriver albumet Clambake som en blandning av högt och lågt. Han hyllar det inledande spåret "Guitar Man" som albumets mest framträdande och noterar att Elvis insisterade på att spela in låten, trots svårigheter kring publiceringsrättigheterna. Erlewine framhäver också Elvis engagemang i Eddy Arnold-låtarna "You Don't Know Me" och "Just Call Me Lonesome" samt hans dynamiska tolkning av "Big Boss Man", som enligt recensenten pekar framåt mot Elvis comebackshow från 1968. Även balladen "Singing Tree" får positiv uppmärksamhet.

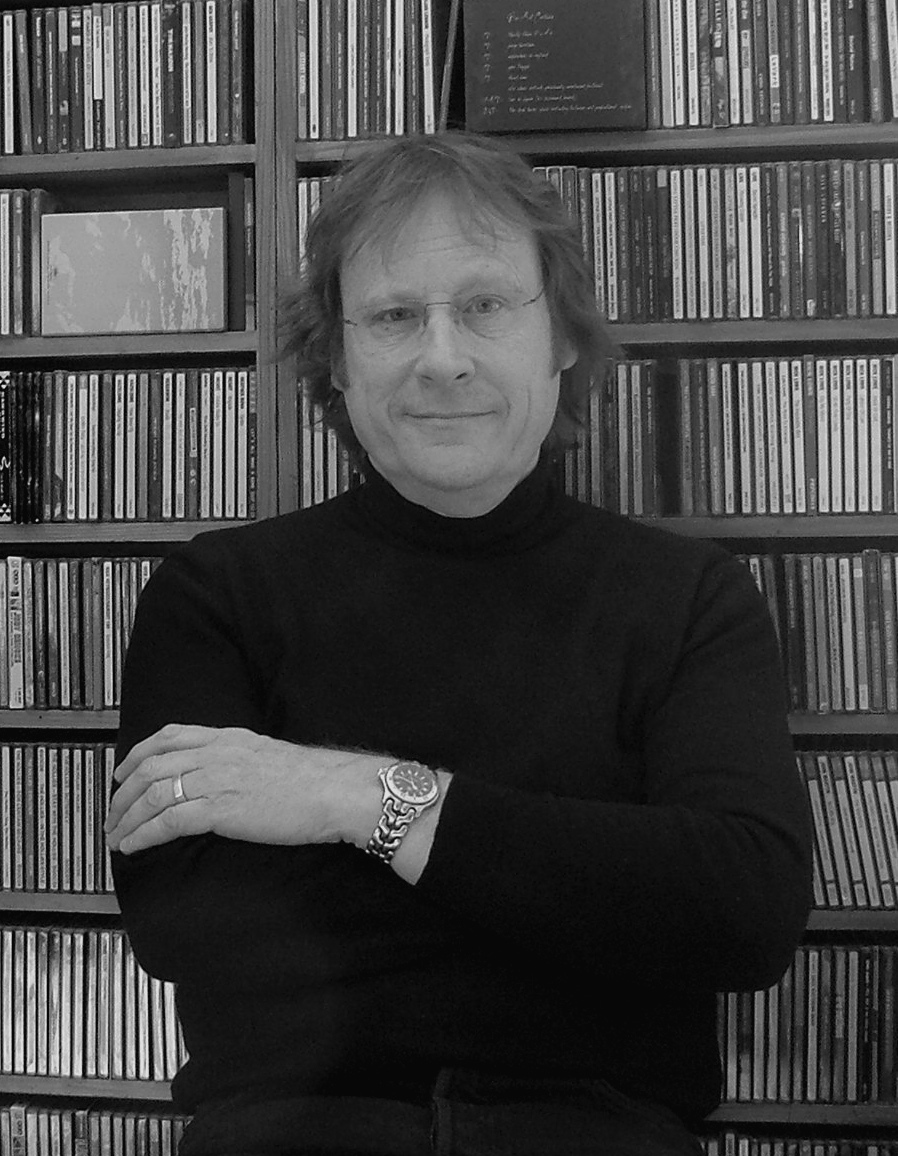
Den brittiske musikskribenten Colin Larkin, som menade att låtarna "Big Boss Man" och "Guitar Man" markerade en artistisk pånyttfödelse.

Trots dessa starka inslag menar Erlewine att albumet som helhet inte når upp till Elvis bästa verk. Detta tillskriver han de svaga soundtracklåtarna från filmen Clambake, vilka han beskriver som intetsägande eller sentimentala. Erlewine framhåller särskilt "Who Needs Money" och "Confidence" som några av de sämsta inspelningar Elvis gjort.
Den brittiske musikskribenten Colin Larkin beskriver soundtracklåtarna som tämligen ointressanta, men menar att albumet förstärktes av de nya inspelningarna från september 1967. "Big Boss Man" och "Guitar Man" kännetecknas båda, enligt Larkin, av en avskalad och distinkt produktion som markerade en artistisk pånyttfödelse för Elvis.
Den brittiske musikskribenten Paul Simpson fokuserade i sin recension endast på albumets soundtracklåtar. Han framhåller att Elvis filmmusikproducenter ofta valde bort de få låtar som hade potential, som "How Can You Lose What You Never Had," medan den barnsliga "Confidence" i stället togs med. Enligt Simpson var det endast på balladerna "You Don’t Know Me" och "The Girl I Never Loved" som Elvis visade verkligt engagemang. De båda författarna Shane Brown och Mike Eder, som var och en har skrivit böcker om popmusik, menar att albumet är schizofrent genom att kombinera några av Elvis bästa och sämsta inspelningar. Det placerar några chockerande bra låtar bredvid andra som når en ny bottennivå.

## Försäljning
Albumet Clambake gavs ut i oktober 1967 och sålde knappt 200 000 exemplar i USA, omkring 185 000, vilket var sämre än det föregående soundtracket till Double Trouble, som trots sin svaga försäljning ändå överträffade Clambake.
Singeln "Big Boss Man" med "You Don't Know Me" som B-sida sålde cirka 350 000 exemplar i USA, vilket var en tydlig förbättring jämfört med de tidigare singlarnas försäljning. Singeln "Guitar Man" med "High Heel Sneakers" som B-sida sålde knappt 300 000 exemplar i USA.

## Låtlistor
Clambake

### 1967, originalutgåva, LP
| 1. | Guitar Man (bonuslåt)       | Jerry Reed                 | 10 september 1967                                 | 2:20 |
| 2. | Clambake                    | Ben Weisman, Sid Wayne     | 22–23 februari 1967                               | 2:38 |
| 3. | Who Needs Money             | Randy Starr                | 22 februari 1967 (track) 23 februari 1967 (vocal) | 3:16 |
| 4. | A House That Has Everything | Roy C. Bennett, Sid Tepper | 21–22 februari 1967                               | 2:13 |
| 5. | Confidence                  | Roy C. Bennett, Sid Tepper | 22 februari 1967 (track) 23 februari 1967 (vocal) | 2:31 |
| 6. | Hey, Hey, Hey               | Joy Byers                  | 22 februari 1967 (track) 23 februari 1967 (vocal) | 2:30 |

| 1.           | You Don't Know Me                               | Cindy Walker, Eddy Arnold | 11 september 1967   | 2:31  |
| 2.           | The Girl I Never Loved                          | Randy Starr               | 21–22 februari 1967 | 1:53  |
| 3.           | How Can You Lose What You Never Had? (bonuslåt) | Ben Weisman, Sid Wayne    | 21–22 februari 1967 | 2:28  |
| 4.           | Big Boss Man (bonuslåt)                         | Luther Dixon, Al Smith    | 10 september 1967   | 2:53  |
| 5.           | Singing Tree (bonuslåt)                         | A. L. Owens, A.C. Solberg | 12 september 1967   | 2:20  |
| 6.           | Just Call Me Lonesome (bonuslåt)                | Rex Griffin               | 11 september 1967   | 2:08  |
| Total längd: | Total längd:                                    | Total längd:              | Total längd:        | 30:28 |

### 2006, Follow That Dream-utgåva, CD
Cd 1
| 1.           | Guitar Man (bonuslåt)                                     | Jerry Reed                 | 10 september 1967                                 | 2:19  |
| 2.           | Clambake                                                  | Ben Weisman, Sid Wayne     | 22–23 februari 1967                               | 2:35  |
| 3.           | Who Needs Money                                           | Randy Starr                | 22 februari 1967 (track) 23 februari 1967 (vocal) | 3:15  |
| 4.           | A House That Has Everything                               | Roy C. Bennett, Sid Tepper | 21–22 februari 1967                               | 2:13  |
| 5.           | Confidence                                                | Roy C. Bennett, Sid Tepper | 22 februari 1967 (track) 23 februari 1967 (vocal) | 2:32  |
| 6.           | Hey, Hey, Hey Side 2                                      | Joy Byers                  | 22 februari 1967 (track) 23 februari 1967 (vocal) | 2:29  |
| 7.           | You Don't Know Me                                         | Cindy Walker, Eddy Arnold  | 11 september 1967                                 | 2:29  |
| 8.           | The Girl I Never Loved                                    | Randy Starr                | 21–22 februari 1967                               | 1:51  |
| 9.           | How Can You Lose What You Never Had? (bonuslåt)           | Ben Weisman, Sid Wayne     | 21–22 februari 1967                               | 2:26  |
| 10.          | Big Boss Man (bonuslåt)                                   | Luther Dixon, Al Smith     | 10 september 1967                                 | 2:51  |
| 11.          | Singing Tree (bonuslåt)                                   | A. L. Owens, A.C. Solberg  | 12 september 1967                                 | 2:17  |
| 12.          | Just Call Me Lonesome (bonuslåt) Additional movie masters | Rex Griffin                | 11 september 1967                                 | 2:06  |
| 13.          | You Don't Know Me (film version – take 20)                | Cindy Walker, Eddy Arnold  | 21–22 februari 1967                               | 2:19  |
| 14.          | Clambake (reprise – take 4) Outtakes                      | Ben Weisman, Sid Wayne     | 23 februari 1967                                  | 0:21  |
| 15.          | Clambake (take 3B)                                        | Ben Weisman, Sid Wayne     | 23 februari 1967                                  | 2:42  |
| 16.          | How Can You Lose What You Never Had? (takes 1 & 2)        | Ben Weisman, Sid Wayne     | 21–22 februari 1967                               | 4:16  |
| 17.          | You Don't Know Me (film version – take 3)                 | Cindy Walker, Eddy Arnold  | 21–22 februari 1967                               | 2:42  |
| 18.          | Hey, Hey, Hey (takes 3, 5 & 6)                            | Joy Byers                  | 23 februari 1967                                  | 5:05  |
| 19.          | The Girl I Never Loved (takes 4 & 5)                      | Randy Starr                | 21–22 februari 1967                               | 3:33  |
| 20.          | Clambake (takes 1 & 5)                                    | Ben Weisman, Sid Wayne     | 23 februari 1967                                  | 3:26  |
| 21.          | A House That Has Everything (takes 4, 5 & 6)              | Roy C. Bennett, Sid Tepper | 21–22 februari 1967                               | 4:00  |
| 22.          | You Don't Know Me (film version – takes 7 & 10)           | Cindy Walker, Eddy Arnold  | 21–22 februari 1967                               | 3:15  |
| 23.          | How Can You Lose What You Never Had? (take 3)             | Ben Weisman, Sid Wayne     | 21–22 februari 1967                               | 2:37  |
| 24.          | Hey, Hey, Hey (takes 7 & 8)                               | Joy Byers                  | 23 februari 1967                                  | 4:13  |
| 25.          | Clambake (reprise – takes 1, 2 & 3)                       | Ben Weisman, Sid Wayne     | 23 februari 1967                                  | 2:48  |
| Total längd: | Total längd:                                              | Total längd:               | Total längd:                                      | 70:40 |

## Medverkande
Uppgifterna är hämtade från Keith Flynn och Ernst Jørgensen och avser inspelningar gjorda i RCA:s studio B i Nashville, Tennessee, den 21–23 februari 1967, med sångpålägg gjorda i RCA:s studio B den 23 februari, i Radio Recorders Annex Studios i Hollywood, Kalifornien den 6 mars och i RCA:s studio B den 19 september 1967; samt inspelningar gjorda i RCA:s studio B i Nashville den 10–12 september 1967.

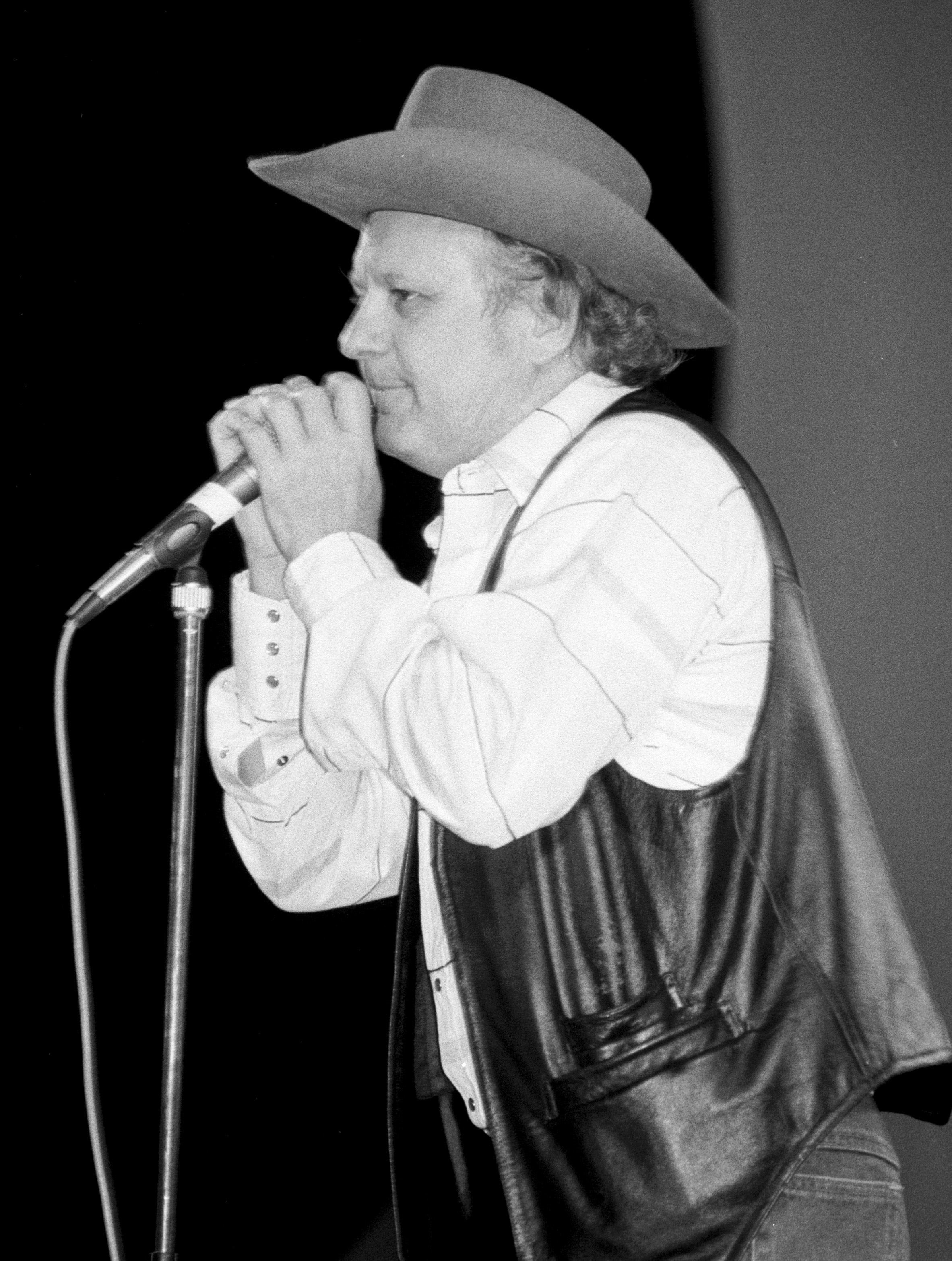
Multiinstrumentalisten Charlie McCoy (1990), som deltog under inspelningen av alla låtar och växlade mellan gitarr, orgel och munspel.

- Elvis Presley – sång på alla låtar; stämsångspålägg på "Singing Tree".
- Scotty Moore – gitarr under inspelningarna av alla låtar.
- Chip Young – gitarr under inspelningarna av alla låtar.
- Harold Bradley – gitarr under inspelningarna av "Guitar Man", "Big Boss Man", "Singing Tree", "Just Call Me Lonesome" och "You Don't Know Me".
- Jerry Reed – gitarr på "Guitar Man" och "Big Boss Man".
- Charlie McCoy – gitarr och munspel under inspelningarna av soundtracklåtarna; orgel, gitarr och munspel under inspelningarna av "Guitar Man", "Big Boss Man", "Singing Tree", "Just Call Me Lonesome" och "You Don't Know Me".
- Bob Moore – bas under inspelningarna av alla låtar.
- D. J. Fontana – trummor under inspelningarna av alla låtar.
- Murrey "Buddy" Harman – trummor under inspelningarna av alla låtar.
- Floyd Cramer – piano under inspelningarna av alla låtar.
- Hoyt Hawkins (från The Jordanaires) – piano under inspelningarna av soundtracklåtarna; orgel på "Singing Tree" och "Just Call Me Lonesome".
- Homer "Boots" Randolph – saxofon under inspelningarna av "Guitar Man", "Big Boss Man", "Singing Tree", "Just Call Me Lonesome" och "You Don't Know Me".
- Norman Ray – saxofon under inspelningarna av soundtracklåtarna.
- Peter Drake – hawaiigitarr under inspelningarna av alla låtar.
- The Jordanaires Gordon Stoker, Neal Matthews, Hoyt Hawkins och Ray Walker – bakgrundssång under inspelningarna av alla låtar; Ray Walker – sångpålägg på "Who Needs Money?".
- Millie Kirkham – bakgrundssång under inspelningarna av alla låtar; bakgrundssångpålägg på "Confidence".
- Jeffrey Alexander – United Artists-producent på soundtracklåtarna.
- Felton Jarvis – producent under alla inspelningarna.
- Jim Malloy – ljudtekniker under alla inspelningarna.

## Topplistor
|  |

|  |

|  |

|  |

| Lista (1967)                     | Högsta position |
| Storbritannien (UK Albums Chart) | 39              |
| USA (Cashbox Top 100 Albums)     | 40              |
| USA (Billboard 200)              | 40              |